# 46 (tal)
46 (fyrtiosex) är det naturliga talet som följer 45 och som följs av 47.

## Inom matematiken
- 46 är ett jämnt tal.
- 46 är ett semiprimtal
- 46 är ett defekt tal
- 46 är ett extraordinärt tal
- 46 är ett aritmetiskt tal
- 46 är ett nonagontal
- 46 är ett centrerat triangeltal
- 46 är ett centrerat pentadekagontal
- 46 i det decimala talsystemet skrivs 232 i det kvarternära talsystemet, vilket är ett palindromtal.

## Inom vetenskapen
- Palladium, atomnummer 46
- 46 Hestia, en asteroid
- Messier 46, öppen stjärnhop i Akterskeppet, Messiers katalog